# Universidad Técnica Particular de Loja
Universidad Técnica Particular de Loja är ett universitet i Ecuador.   Det ligger i provinsen Loja, i den södra delen av landet, 400 km söder om huvudstaden Quito. Universidad